# 防犯探偵・榎本シリーズ
『防犯探偵・榎本シリーズ』（ぼうはんたんてい・えのもとシリーズ）は、KADOKAWAより2004年から刊行されている貴志祐介の推理小説シリーズの総称。2012年には第3作目の表題作『鍵のかかった部屋』（かぎのかかったへや）のタイトルでテレビドラマ化され、第3作目の表題作は同年に朗読劇化もされている。

## 概要
防犯ショップ「F&Fセキュリティ・ショップ」店長の防犯コンサルタントで本職は泥棒である本作の探偵役・榎本径と、本作のワトスン役である美人で常識人だがどこか天然の気がある弁護士・青砥純子が、密室殺人が絡む事件に関わり、密室の謎を解き明かして事件を解決していく姿を描く。
全作品を通して密室殺人のみを取り扱っている他、純子が様々な仮説を立てては榎本が反証することで、解を一つ一つ潰していきながら推理するという「別解潰し」が基本的なパターンとなっている。犯罪そのものは陰惨なものが多い一方、純子の仮説が暴走して次第にギャグになっていく点など、全体としてユーモラスな作風が多く、劇団「土性骨」が関わる話はとりわけスラップスティック・コメディに近いタッチとなっている。
当初、著者は榎本と純子を1作目の『硝子のハンマー』のみの登場人物にするつもりだったが、『硝子のハンマー』では使用されずにストックされたトリックを活かすためにシリーズとして描かれ、2作目『狐火の家』が刊行されたという経緯がある。『硝子のハンマー』以降の榎本・純子の活躍は短編として2005年から『野性時代』（2011年に『小説 野性時代』に改題）で不定期に掲載されている。
2013年から2014年まで、JTの公式WEBサイト「ちょっと一服ひろば」で、テレビドラマ版オリジナルキャラクターの芹沢豪が主人公の番外編「一服ひろばの謎」（全5話）が連載された。この短編は、2015年に発売されたアンソロジー・角川文庫『サイドストーリーズ』（ISBN 978-4-04-102611-3）に収録されている。
2020年、文庫本の装幀が刷新。各巻ごとに異なるイラストレーターが起用されている。『硝子のハンマー』はyoco、『狐火の家』は浮雲宇一、『鍵のかかった部屋』は田中寛崇、『ミステリークロック』『コロッサスの鉤爪』は鈴木康士が担当した。

## シリーズ一覧
硝子のハンマー
- 単行本：2004年4月20日発売、角川書店、ISBN 978-4-04-873529-2
- 文庫本：2007年10月25日発売、角川文庫、ISBN 978-4-04-197907-5

狐火の家
- 単行本：2008年3月19日発売、角川書店、ISBN 978-4-04-873832-3
- 文庫本：2011年9月23日発売、角川文庫、ISBN 978-4-04-197908-2

鍵のかかった部屋
- 単行本：2011年7月25日発売、角川書店、ISBN 978-4-04-874224-5
- 文庫本：2012年4月25日発売、角川文庫、ISBN 978-4-04-100286-5

ミステリークロック
- 単行本：2017年10月20日発売、KADOKAWA、ISBN 978-4-04-104450-6
- 文庫本『ミステリークロック』：2020年11月21日発売、角川文庫、ISBN 978-4-04-109876-9
- 文庫本『コロッサスの鉤爪』：2020年11月21日発売、角川文庫、ISBN 978-4-04-110889-5

## 登場人物

### メイン
榎本 径（えのもと けい）
防犯ショップ「F&Fセキュリティ・ショップ」の店長にして防犯コンサルタント。だが本職は泥棒であり、防犯関連の仕事はマネーロンダリングのために始めたに過ぎない。色白で繊細な感じの細面で小柄な男性。移動手段は「F&Fセキュリティ・ショップ」のロゴが入った白いスズキ・ジムニー。冷静かつ理論的で、自分のペースを崩さない飄々とした性格。知的で自分では敵わない女性に惹かれる傾向があり、そういった女性に自分の力を見せつけたい欲求を秘めているため、純子に対しても同様の気持ちを抱いている。
防犯に関して並々ならぬ知識を持ち、純子と会う以前に松戸市での殺人事件で弁護側の証人として密室を破り、被告を無罪に導いたことがある。警察とも人脈を築いており、事件に関する情報を聞き出したり、警察の依頼で捜査に協力している。こうした実質的な探偵業も含めたコンサルティングでも生計を立てられるのが現状だが、貴重なアンティーク時計を目の前にして「入手」したい欲に駆られるなど、泥棒は性分としての面も強い。自分に都合のいい解釈だと自覚しているが、盗みは許容しても殺人だけは絶対にしないという矜持を持ち、同時に殺人を許さない気持ちは強く、それを犯した人間には容赦はしない。
防犯以外にも物理や化学など多岐に亘る知識を有しており、店が閑散な時間にCSのアニマルプラネットやディスカバリーチャンネルを見ていることから蜘蛛にも詳しい。ビリヤードが得意で将棋にも造詣がある。
青砥 純子（あおと じゅんこ）
「レスキュー法律事務所」弁護士。清楚で知的な佇まいの美人で、本人も自分が美人であることは否定しない。愛車はアウディ・A3。趣味はテニスとエステ。介護サービス会社「ベイリーフ」社長殺害事件の被疑者の無実を証明するため、先輩の弁護士から聞いた榎本を頼ったのが彼との初対面。
正義感の強い性格で筋の通らないことを嫌う性格。頭も良く、榎本と推理を戦わせるが彼の反証に負けることが多い。だがしっかりとした風貌とは裏腹に天然の要素もあり、トンチンカンな推理や思いつきを披露しては榎本を呆れさせることもしばしばで、果ては事件関係者からもツッコまれている。だが、榎本でも眼を見張る推理を思いついたり、彼の知恵を借りたとはいえ自力で真相に辿り着いたこともある。
榎本のことは直感で泥棒だと気付いており、次第にその疑いを強めている。榎本の素性に胡散臭さを感じ、彼の物言いや飄々とした態度に腹を立てることもしばしばだが、密室の解明においては全幅の信頼を寄せている。一方で、弁護士に対して接見妨害をしたり、なかなか情報を開示しないなどの点で警察を良く思っていない。ベイリーフでの密室殺人を榎本と解決して以降、その実績を買われて数々の密室殺人に関する依頼が来るようになり、当初は「日本初の密室専門の刑事弁護士として売り出せる」とうそぶいていたが、次第にうんざりした表情も見せるようになった。

### その他
本節では2話以上登場した人物を記載。劇団「土性骨」の面々もそれに倣う。
鴻野 光男（こうの みつお）
警視庁捜査一課 警部補。
190cmを超える長身に不摂生による弛んだ体と強い膂力の持ち主。目が陰険そうで頭髪は薄く、特に口臭が酷い。榎本とは互いを知り尽くし長い付き合いのある仲で、榎本からは「ハゲコウ」と呼ばれている。性格は狡猾で執念深い。口が悪く態度は横暴で、怒らせると凶暴性を見せかねないタイプ。榎本とは互いの利害のために協力する関係にあり、彼が泥棒だということは承知している。
今村（いまむら）
「レスキュー法律事務所」の純子の同僚の弁護士。正義感の強い純子とは対照的に現実的な対応を重視する気障な男性。純子と交際していた時期があったが、互いに「プライベートではパートナーになれない」と結論を出して破局した。
劇団「土性骨（どしょっぽね）/ES&B」
『狐火の家』から登場した小劇団。
劇団内部のトラブルにより2度も密室殺人が発生し、榎本と純子によって解決してもらうことになる。最初の事件で座長のヘクター釜千代が死亡した後は、劇団名の「土性骨」を「アースセックス&ボーン」と直訳した「ES&B」へと改名した。
下記の団員以外にも座長を含みアクの強すぎる団員達が集い、舞台で団員達が無意味に暴れ回る芝居を行うが、それでも大勢のファンが存在し人気を集めている。
松本 さやか（まつもと さやか）
『硝子のハンマー』から登場。人気女優。
当初は介護サービス会社「ベイリーフ」の副社長秘書を務めており、その傍らで就業規則に反して劇団の仕事もしていたが、「ベイリーフ」社長殺人事件に巻き込まれた。事件解決後は舞台が成功したことを機に秘書の仕事を辞め、役者の仕事に専念する。
純子も目を惹く美人であり、悲壮感漂う迫真の演技もできるのだが、舞台では他の団員とのミスマッチ振りから浮いてしまっている。劇団の主旨からコマンドサンボやグレイシー柔術などで体を鍛えているなど、（純子が言うには）女優として間違った方向に向かっている。
左 栗痴子（ひだり くちこ）
座付き作家。見上げるほどの長身で、スーパーマンに似ている。
磊落な性格で、劇団内での殺人事件すらも話題性重視で劇の脚本に仕上げたり劇団のPRに利用しようとするなど、不謹慎極まりない思考の持ち主。また著作権に対する問題意識も薄い。
力 八噸（りき はっとん）
人気男優の一人で、主に荒事担当。
ガタイのいい体と血色のいい顔の男で、見た目の印象通りに人の好さが滲み出ており、全体的に鷹揚とした人物。

## テレビドラマ
シリーズ3作目の『鍵のかかった部屋』のタイトルでドラマ化され、2012年4月16日から6月25日までフジテレビ系の「月9」枠で放送された。主演は大野智で、大野は今作がフジテレビ系の連続テレビドラマ初主演となった。
『鍵のかかった部屋』までのシリーズ作品を原作としている。キャッチコピーを「密室は、破れました。」とし、サブタイトルにも「密室パズルミステリー」とあるように本格ミステリー色の強い内容で、恋愛ドラマのイメージの強い「月9」では異例の作品を掲げた。
これまでフジテレビのドラマ演出を担当してきた小原一隆の初プロデュース作。当初は、映像化が未知数だったことから、『鍵のかかった部屋』のみを原作として企画を出したが、上司に原作がシリーズものだと話したことで連続ドラマとして企画を進めることとなった。小原は、『土曜ドラマ』枠などで放送されるものと考えていたが、内容を詰めていった末に月9枠での放送に決まったという。なお、大野の起用は、小原のイメージする榎本と大野が重なったことに起因する。
ドラマ版は、榎本と純子、各エピソードごとの人物設定に変化があるなどの相違点があり、榎本と純子にオリジナルキャラクターの芹沢豪を加えた3人による活躍を描いた作品となっている。冒頭のオープニングは、密室であった殺害現場で純子と芹沢が立ち会って榎本が事件の一部について語るシーンで始まる（例外として第10話は登場人物が事件の一部を語るシーンがなく、第11話は架空空間で榎本不在のまま純子が立ち会って芹沢が事件の一部について語っている）。序盤のタイトルバックの画面は毎回微妙に異なり、各回のストーリーに絡むものが流れている。
また、第8話では『めざましテレビ』が劇中の舞台として登場する。
2012年10月10日に発売された『鍵のかかった部屋 Blu-ray BOX』は、オリコンBlu-ray Disc（BD）週間ランキングの10月22日付で総合1位となり、テレビドラマ作品としては同ランキング史上初の総合1位を獲得した。
2020年4月クールの月9ドラマ『SUITS/スーツ2』が新型コロナウイルス感染拡大の影響で第3話以降の放送を延期するに至り、その月9枠において同年5月11日から8年ぶりに『鍵のかかった部屋』特別編が放送されることとなった。

### キャスト

#### 主要人物
榎本 径〈30〉
演 - 大野智
警備会社「東京総合セキュリティ」の研究員 → F&Fセキュリティ・ショップ経営者。仕事で呼ばれないときは備品倉庫室に常駐している。
普段は無口かつ無表情でどこまでも冷静で淡々としているが、防犯・鍵に関して膨大な知識を持った鍵マニアでもあり、その話題になると饒舌になる。また化学的な知識にも通じ、推理力・洞察力に長けている。密室の検証を行う際は現場に赴くだけでなく、自分が見て覚えた現場を再現したジオラマの模型を用いる。
「密室殺人事件において解けない密室はない」が信条で、密室殺人事件に直面するとトリックを解明しようとする。ただし興味があるのはあくまで密室トリックの解明だけであるため、その解明につながらない限りはそれ以外（犯人の特定等）の事に関心を示さない。右手の親指と人差し指を摩って鍵を開ける動作をし、「密室は、破れました」の決め台詞を述べることが密室の謎が解けた合図となる。
素性は謎に包まれており、元泥棒の知人がいたり、警察から密かに掌紋照合を含めた身辺調査をされているなど不審さを醸し出す。
青砥 純子〈26〉
演 - 戸田恵梨香
フリードマン・芹沢総合法律事務所の新人弁護士。
小規模個人法律事務所での約2年間の経験を経て、芹沢の事務所で働くことになり、未熟ながらも彼の専属アシスタントとなる。何事にも真面目で一生懸命な性格だが、押してはいけないボタンを押したりするなど、興味を惹かれたものに対して衝動に逆らえず、つい手を出してしまう欠点がある。
芹沢 豪〈50〉
演 - 佐藤浩市
テレビドラマ版オリジナルの登場人物であり、コミックリリーフ的な役割をしている。
フリードマン・芹沢総合法律事務所弁護士。専門は企業法務で、業界では「やり手の弁護士」として知られている。合理主義者で時間に厳しく、短気な性格。金にならない事に時間を奪われることを非常に嫌うため、専門外の刑事事件に関わる事には非協力的で、何かと早々と切り上げようとするが結局は最後まで関わっている。やがて榎本による密室事件の解決が、自分の手柄としてマスコミでもてはやされ世間に知られるようになる。その中で榎本に対しても信頼を置くようになり、自分以外の者の頼みで動くと焼きもちを焼いてしまう。
推理ものが嫌いで、探偵役の榎本が犯人を明かすのに勿体付けるような言動をすることに嫌悪感を抱いており、「今言えよ!すぐ言えよ!ここで言ってくれよ、時間の無駄なんだからさぁ!」と叫ぶのが毎回の定番となっている。犯罪を許さないという正義感は強いのだが、その時々の状況によって平然と建て前を使い、意見を翻す調子のいい一面もある。美人に対して甘い。

#### 東京総合セキュリティ
立川
演 - 夙川アトム
東京総合セキュリティ、榎本の同僚。スピンオフ企画『純子の手帳』に出演している。

#### フリードマン・芹沢総合法律事務所
水城 里奈
演 - 能年玲奈（スペシャルを除く）
フリードマン・芹沢総合法律事務所秘書。父親・重治の勧めで芹沢法律事務所に入所する。
学生時代から演劇活動をしている。スピンオフ企画『純子の手帳』では主演を演じている。
桐生 はるか〈21〉
演 - 松井珠理奈（SKE48）（スペシャル・友情出演）
フリードマン・芹沢総合法律事務所秘書。

#### その他
鴻野 光男
演 - 宇梶剛士（Episode3 - 11・スペシャル）
警視庁捜査一課刑事。
ある密室事件で芹沢を容疑者として疑って以降、芹沢とは因縁の仲となり、互いに嫌味を言いあう。その密室事件の解決に一役買った榎本の能力に注目し、その素性を探る。

#### ゲスト
- Episode1
  - 池端 誠一（新日本葬礼社専務・大石の甥） - 風間杜夫
  - 日下部 雅友（明正法務司法書士事務所司法書士） - 堀部圭亮
  - 円山（貿易会社社長・大石の友人） - 浜田晃
  - 大石 満寿男（新日本葬礼社社長） - 前田昌明[27]
  - 田代 芙美子（新日本葬礼社社長秘書） - 阿南敦子
  - 小高（中央朝日銀行頭取） - 名高達男
  - 松田 大輝（事件の目撃者） - 土師野隆之介
  - 川崎（中央朝日銀行副頭取） - 前田健
- Episode2
  - 会田 愛一郎（元泥棒・美樹と大樹の叔父） - 中村獅童
  - 高澤 芳男（美樹と大樹の継父・練馬区立西ヶ岡中学校科学教師） - 髙嶋政宏
  - 高澤 美樹（大樹の妹・練馬区立西ヶ岡中学校生徒） - 福田麻由子（幼少期：山田萌々香）
  - 高澤 大樹（会田の甥） - 和田崇太郎（幼少期：石井蒼月）[28]
- Episode3
  - 来栖 奈穂子（女流棋士三段・竹脇の恋人） - 相武紗季
  - 中野 秀哉（棋士四段） - 忍成修吾
  - 稲垣 真理（女流棋士一級・奈穂子の後輩） - 山下リオ
  - 竹脇 伸平（棋士五段） - ゆうぞう
  - 谷 二郎（棋士八段） - 児玉頼信
  - 毒島 薫（棋士竜王） - 貴志祐介（Special thanks）
- Episode4
  - 桑島 美香（桑島の妻・菓子鋪亀屋栄泉若女将） - 白石美帆
  - 古溝 俊樹（桑島の友人・生物系雑誌ビバリウムガイドライター） - 松尾諭
  - 矢口（芹沢を取材する記者） - 浅見れいな
  - 桑島 悦子（桑島の母親・菓子鋪亀屋栄泉大女将） - かとうかず子
  - 桑島 雄司（菓子鋪亀屋栄泉社長） - 久ヶ沢徹
- Episode5
  - 杉崎 俊二（東京都立望ヶ丘高校教師・野球部顧問） - 新井浩文
  - 飯倉 加奈（東京都立望ヶ丘高校教師・杉崎の婚約者） - 関めぐみ
  - 斉藤 美里（純子の友人） - 小松彩夏
  - 竹本 袈裟男（明新工務店社長） - 田窪一世
  - 三井（城栄ホームズ取締役） - 横堀悦夫
- Episode6
  - 鬼塚 隼人（劇団幸楽園パフォーマー兼脚本家） - 坂本昌行
  - 畑山 奈緒（劇団幸楽園パフォーマー兼演出家） - 堀内敬子
  - 井岡 祐樹（劇団幸楽園パフォーマー・里奈の彼氏） - 桐山照史
  - 薬師寺 剛史（劇団幸楽園パフォーマー） - 山中聡
  - 水城 重治（日本企業法務弁護士協会会長・里奈の父親） - 清水綋治
- Episode7
  - 西野 真之（荒神村地主・愛美の父親） - 吉田鋼太郎
  - 遠藤 晴彦（真之の友人） - 平田満
  - 西野 猛（西野家長男） - 郭智博
  - 西野 愛美（西野家長女） - 森迫永依
  - 西野 明日香（西野家次女） - 石井心愛
  - 辻 登美子（荒神村りんご園農家） - 高柳葉子
- Episode8
  - 安西 理佳子（文恵のアシスタント） - MEGUMI
  - 橘 麻美（文恵のアシスタント） - 岩佐真悠子
  - 中田 文恵（友香の叔母・漫画家） - 渡辺めぐみ
  - 中田 友香（文恵の姪・タレント） - 志田未来
  - 三宅正治（フジテレビアナウンサー・めざましテレビMC）
  - 生野陽子（フジテレビアナウンサー・めざましテレビMC）
  - 松尾翠（フジテレビアナウンサー・めざましテレビ出演者）
- Episode9
  - 野々垣 二郎（富樫貿易取締役） - 哀川翔
  - 坂口 健也（富樫貿易取締役） - 高杉亘
  - 八田 三夫（富樫貿易社員） - 鈴木亮平
  - 犬山 勝巳（富樫貿易社員） - 佐藤祐基
  - 岡崎 政嗣（富樫貿易副社長） - 井上肇
  - 八田 美沙（三夫の娘） - 畠山彩奈
  - 富樫 口達（富樫貿易会社社長） - 岩松了
- Episode10 - 11
  - 佐藤 学（渋谷ビルメンテナンス清掃員） - 玉木宏
  - 穎原 雅樹（介護サービス会社ベイリーフ副社長） - 鈴木一真
  - 久永 篤二（ベイリーフ専務） - 中丸新将
  - 穎原 昭造（ベイリーフ社長） - 佐々木勝彦
  - 伊藤 寛美（ベイリーフ社長秘書） - 西山繭子
  - 河村 忍（ベイリーフ専務秘書） - 本田翼
  - 岩切 新一（ベイリーフ介護ロボット開発課長） - 菅原大吉
  - 安養寺 修（ベイリーフ介護ザル研究課長） - 小須田康人
  - 萬田（警視庁捜査一課刑事） - 丸山智己
- スペシャル
  - 稲葉 透（現代美術アーティスト） - 藤木直人
  - 岡村 郁子（藤林の姪・エステサロン経営者） - 黒木瞳
  - 平松 哲治（新世紀アートミュージアム館長） - 佐野史郎
  - 小檜山 進（マンション管理人） - 岡田義徳
  - 藤林 昌三（郁子の伯父・AW証券会長） - 黒部進
  - 佐々木（住成商事専務） - 伊藤正之
  - 朝妻 貢（マンション住人） - ト字たかお
  - （美術館スタッフ） - 宍戸美和公

### スタッフ
- 脚本 - 相沢友子、仁志光佑、岡田道尚
- 音楽 - Ken Arai
- 演出 - 松山博昭、加藤裕将、石井祐介
- 主題歌 - 嵐「Face Down」（ジェイ・ストーム）
- オープニング - Ken Arai 「PINK KILLS」
- 脚本協力 - 森ハヤシ
- 脚本リサーチ - 西田光志
- 演出補 - 金井紘、三橋利行、瀬野達也、蔵内彩季子、阿部博行、水戸祐介、小林大介
- 法務監修 - 馬渕泰至（ルネス総合法律事務所）
- 防犯指導 - 藤島洋（ALSOK）、高橋二郎
- 防犯監修 - 梅本正行、ALSOK
- 法医学監修 - 高木徹也（杏林大学）、上村公一（東京医科歯科大学）
- 科学監修 - 岩尾徹（東京都市大学）、小林良夫（日本工学鑑定センター）
- 鍵監修 - 一般社団法人カギの110番・カギの救急車
- マジック指導 - 入江健也
- 将棋指導 - 大平武洋
- 演劇監修 - 大塩哲史
- 劇団幸楽園ダンス吹替 - WRECKING CREW ORCHESTRA
- 漫画監修 - 池田ユキオ、総合学園ヒューマンアカデミー
- ドッグトレーナー - 佐藤護
- ガンエフェクト - 早川充
- 特殊装置 - 青木紀和
- 美術造形 - 吉田等
- 模型 - 林淳一
- VFX - 横石淳、赤羽智史
- VFXディレクター / オープニング - 山本雅之
- プロデューサー - 小原一隆
- 協力プロデューサー - 中野利幸
- プロデュース補 - 西田久美子、荻田真弓、草ケ谷大輔
- スペシャルスタッフ
  - 企画協力 - KADOKAWA
  - 演出補 - 岩城隆一
  - スタントコーディネーター - 釼持誠
  - スタント - 松上順也
  - トリックアート協力 - 清水洋信
- 制作著作 - フジテレビドラマ制作センター

### 放送日程

#### 連続ドラマ
| 各話                                                       | 放送日        | サブタイトル                                    | 原作                   | 脚本     | 演出     | 視聴率 |
| ---------------------------------------------------------- | ------------- | ----------------------------------------------- | ---------------------- | -------- | -------- | ------ |
| Episode1                                                   | 2012年4月16日 | 佇む男                                          | 『鍵のかかった部屋』   | 相沢友子 | 松山博昭 | 18.3%  |
| Episode2                                                   | 2012年4月23日 | 鍵のかかった部屋                                | 『鍵のかかった部屋』   | 相沢友子 | 松山博昭 | 16.5%  |
| Episode3                                                   | 2012年4月30日 | 盤端の迷宮                                      | 『狐火の家』           | 相沢友子 | 加藤裕将 | 14.4%  |
| Episode4                                                   | 2012年5月07日 | 黒い牙                                          | 『狐火の家』           | 相沢友子 | 加藤裕将 | 15.5%  |
| Episode5                                                   | 2012年5月14日 | 鍵のかかっていない部屋 （原題「歪んだ箱」）     | 『鍵のかかった部屋』   | 相沢友子 | 松山博昭 | 15.6%  |
| Episode6                                                   | 2012年5月21日 | 密室劇場                                        | 『鍵のかかった部屋』   | 仁志光佑 | 石井祐介 | 15.4%  |
| Episode7                                                   | 2012年5月28日 | 狐火の家                                        | 『狐火の家』           | 相沢友子 | 加藤裕将 | 16.1%  |
| Episode8                                                   | 2012年6月04日 | 犬のみぞ知る （原題「犬のみぞ知る Dog Knows」） | 『狐火の家』           | 岡田道尚 | 松山博昭 | 15.4%  |
| Episode9                                                   | 2012年6月11日 | はかられた男 (原題「ゆるやかな自殺」)           | 『ミステリークロック』 | 仁志光佑 | 石井祐介 | 16.0%  |
| Episode10                                                  | 2012年6月18日 | 硝子のハンマー                                  | 『硝子のハンマー』     | 相沢友子 | 加藤裕将 | 13.8%  |
| Episode11                                                  | 2012年6月25日 | 硝子のハンマー                                  | 『硝子のハンマー』     | 相沢友子 | 松山博昭 | 17.5%  |
| 平均視聴率 16.0%（視聴率は関東地区・ビデオリサーチ社調べ） |               |                                                 |                        |          |          |        |

- 2012年4月期の連続ドラマにおいて平均視聴率、最終回視聴率はトップとなった。また、月9枠の連続ドラマにおいては、2011年10月期の「私が恋愛できない理由」から3クール連続で全話平均視聴率が15%を上回った。

#### スペシャル
| 放送日        | サブタイトル | 原作                                                                  | 脚本     | 演出     | 視聴率 |
| ------------- | ------------ | --------------------------------------------------------------------- | -------- | -------- | ------ |
| 2014年1月03日 | 鏡の国の殺人 | 『鏡の国の殺人』 （小説野性時代掲載） 『二つの密室』（仮） （未発表） | 相沢友子 | 松山博昭 | 15.9%  |

- 放送時間は金曜21:00 - 23:30（JST）だが、正月特番であるからか本作は『金曜プレステージ』扱いはされなかった。なお22:52のミニ番組（関東地区では『空旅をあなたへ-PREMIUM SKY-』）は、繰り下げずに休止した。

### 受賞歴
- 「第16回日刊スポーツ・ドラマグランプリ（GP）」の春ドラマ選考で、作品賞、主演男優賞（大野智）、助演男優賞（佐藤浩市）、助演女優賞（戸田恵梨香）の4冠を獲得[31]。
- 「第16回2012年度日刊スポーツ・ドラマグランプリ」の年間決戦で作品賞、主演男優賞（大野智）、助演男優賞（佐藤浩市）、助演女優賞（戸田恵梨香）の4冠を獲得[32]。
- 「第73回ザテレビジョンドラマアカデミー賞」で、作品賞、主演男優賞（大野智）、助演男優賞（佐藤浩市）、助演女優賞（戸田恵梨香）、ドラマソング賞の5部門を獲得[33]。
- 『月刊TVnavi』のドラマ・オブ・ザ・イヤー2012（4月-6月期）で、作品賞、主演男優賞（大野智）、助演男優賞（佐藤浩市）、助演女優賞（戸田恵梨香）の4冠を獲得。
- 月刊TVnaviの第9回ドラマ・オブ・ザ・イヤー2012年間大賞で、大賞（最優秀作品賞）、最優秀主演男優賞（大野智）の2冠を獲得。
- 『TV LIFE』の第22回年間ドラマ大賞2012で、作品賞、主演男優賞（大野智）、助演男優賞（佐藤浩市）、助演女優賞（戸田恵梨香）、主題歌賞（Face Down）の5冠を獲得[34]。
- 第50回ギャラクシー賞 マイベストTV賞第7回グランプリ受賞[35]。
- MIPCOM BUYERS' AWARD for Japanese Drama2012を受賞[36]。
- US国際フィルム＆ビデオ祭2013（U.S. International Film＆Video Festival）のエンターテインメント部門で金賞受賞[37]。

| フジテレビ系列 月曜21時枠の連続ドラマ      | フジテレビ系列 月曜21時枠の連続ドラマ        | フジテレビ系列 月曜21時枠の連続ドラマ               |
| 前番組                                     | 番組名                                       | 次番組                                              |
| ------------------------------------------ | -------------------------------------------- | --------------------------------------------------- |
| ラッキーセブン （2012年1月16日 - 3月19日） | 鍵のかかった部屋 （2012年4月16日 - 6月25日） | リッチマン、プアウーマン （2012年7月9日 - 9月17日） |